# FB-Prusik
Der FB-Prusik ist ein Klemmknoten für die Anwendung von Bandschlingen, der sich unter Belastung zuzieht und bei Entlastung wieder lockert. Er wurde aus dem bekannten Prusikknoten von Franz Bachmann entwickelt (daher FB-Prusik) und 2015 erstmals vorgestellt.

## Unterschied zum Prusikknoten
Beim FB-Prusik wird eine Besonderheit der Bandschlingen so genützt, dass sich daraus ein funktioneller Vorteil gegenüber den geknoteten Reepschnurschlingen ergibt. Wo die Bandschlinge zum Ring zusammengenäht ist, entsteht eine Doppelung, die man ähnlich wie beim FB-Bandklemmknoten als verbesserndes Element einsetzen kann.

## Knüpfen des FB-Prusiks
Man knüpft den Prusikknoten wie im Bild gezeigt, mit Einbezug der Doppelung. Dadurch bekommt der Knoten mehr „Körper“, wird folglich griffiger und klemmt weniger stark die Schlinge ein, wo sie aus dem Knoten austritt. Letzteres bewirkt wiederum, dass der Zug der Last direkter das Seil umspannt und so die Klemmwirkung des Knotens verstärkt.
Bei Belastung nimmt der Knoten die Form wie im Bild rechts außen an und klemmt.
Nach Entlastung lockert sich der Knoten dank der Erweiterung in der Doppelung teilweise von selbst und ist so leichter zu verschieben.

## Anwendung
Der FB-Prusik wird von Bergsteigern, Höhlenforschern, Pfadfindern und Arboristen wie bisher der Prusikknoten (siehe dort) zum Aufsteigen am Seil, als Sicherung beim Abseilen, in der Bergrettung zum Bau von Flaschenzügen und zur Selbstrettung aus einer Gletscherspalte für die Münchhausentechnik verwendet. Auch im Haushalt sowie in Heim und Garten ergeben sich zahlreiche Möglichkeiten der Anwendung.

## Haftwirkung
Bei Tests auf der Zugmaschine erreichte der FB-Prusik hinter dem FB-Bandklemmknoten die zweithöchsten Werte vergleichbarer Klemmknoten. Die Haftwirkung ist wie beim Prusikknoten abhängig vom Seildurchmesser und der Breite der Bandschlinge sowie vom Material und der Oberflächenbeschaffenheit von beiden. Schmale Bandschlingen ergeben eine höhere Klemmwirkung und damit eine höhere Haftwirkung.
Durch eine zusätzliche Wicklung lässt sich bei glatten und dünnen Seilen die Haftwirkung unschwierig erhöhen. Siehe Bilder rechts.

## Alternativen
- FB-Kreuzklemm
- FB-Bandklemmknoten
- Karabinerklemmknoten (Bachmann)
- Klemheist
- Kreuzklemmknoten